# Sverker Göranson
Sverker John Olof Göranson, född 3 maj 1954 i Lunds domkyrkoförsamling i Malmöhus län, är en svensk officer, som från den 25 mars 2009 till den 30 september 2015 var Sveriges överbefälhavare. Närmast före ÖB-posten var Göranson chef för ledningsstaben vid högkvarteret. Sedan 2017 är Göranson ordförande i Sveriges Veteranförbund.

## Biografi
Göranson gick ut gymnasiet Österängsskolan i Kristianstad 1973 och studerade vid tekniskt gymnasium i Hässleholm där han blev gymnasieingenjör 1974. Han genomförde därefter universitetsstudier i pedagogik, psykologi och sociologi. Göranson började sin militära bana i juni 1974 som plutonbefälsvärnpliktig på Norra skånska regementet (P 6) i Kristianstad som följdes av Pansartruppernas kadett- och aspirantskola (PKAS) vid Göta livgarde (P 1) i Enköpings garnison. Han genomgick därefter officersutbildning på Karlberg 1975–1977 och hade trupptjänst för stridsvagn 1977–1985. Göranson genomgick allmänna kursen på Militärhögskolan 1983–1984 samt högre kurser på Militärhögskolan 1985–1987. Han var stabsofficer vid Södra militärområdesstaben 1987–1989, stabsofficer vid operationsledningen vid Högkvarteret 1989–1991 samt genomgick Försvarshögskolans chefskurs och 31. militära kursen avseende internationell folkrätt 1990. Göranson var ställföreträdande projektledare vid taktisk utvärdering avseende ny stridsvagn till svenska armén 1991–1993 och genomgick därefter kurser vid amerikanska United States Army Command and General Staff College i Fort Leavenworth, Kansas 1993–1994, där han var en av de främsta bland de utländska eleverna.
Han genomgick FN:s stabsofficerskurs 1994 och var huvudlärare i armétaktik på Försvarshögskolan 1994–1995. Göranson var stabschef i Nordbat 2/BA 05 i United Nations Protection Force (UNPROFOR) i Bosnien 1995 och ställföreträdande bataljonschef vid Swebat i Implementation Force 1 (IFOR 1) i Bosnien 1996. Han var därefter ställföreträdande brigadchef för Södra skånska brigaden 1996–1997, brigadchef Livgardesbrigaden 1997–2000 och genomgick högre nivå ledarskap och managementutbildning 1998–1999. Göranson var armé- och biträdande försvarsattaché i Washington, D.C., USA 2000-2003, genomgick civil/militär chefskurs på Solbacka 2003, var chef för planeringsstaben vid Högkvarteret 2003–2005 och genomgick Danska CHOD Säkerhetspolitiska kurs 2004. Han var arméinspektör och chef för armétaktisk stab 2005–2007 och var chef för ledningsstaben/försvarsmaktens stabschef 2007–2009. År 2009 utnämndes han till general och överbefälhavare.
Göranson invaldes som ledamot av Kungliga Krigsvetenskapsakademien 2002 och var akademiens styresman 2018–2022. Han är medlem av International Officer Hall of Fame vid United States Army Command and General Staff College sedan 2007 och Hederssubaltern vid Livgardet sedan 2008. Han är gift med Ann Göranson och har två barn.

### Tid som överbefälhavare
Under Sverker Göransons tid som ÖB fortsatte försvaret sin omställning från invasionsförsvar till det nya insatsförsvaret. Göranson framförde flera gånger under denna tid kritik angående försvarets ekonomi. Han menade att höjda budgetanslag skulle vara nödvändiga från 2015 och att man skulle kunna bli tvungen att lägga ner en hel försvarsgren om inte mer medel tillkom. Under perioden januari till mars 2013 var Göranson sjukskriven för utmattning till följd av Enveckasförsvaret.
Regeringen förlängde Göransons tid som ÖB med ytterligare sex månader i november 2014.
Göranson fortsatte som ÖB till och med den 30 september 2015, då han efterträddes av Micael Bydén.

## Befordringar
Göransons befordringar
- 1977 – Löjtnant
- 1980 – Kapten
- 1984 – Major
- 1993 – Överstelöjtnant
- 1997 – Överste
- 2003 – Brigadgeneral
- 2005 – Generalmajor
- 2007 – Generallöjtnant
- 2009 – General

## Utmärkelser
Göransons utmärkelser:
- Hans Majestät Konungens medalj
- Medaljen för nit och redlighet i rikets tjänst
- Försvarsmaktens värnpliktsmedalj
- Försvarsmaktens medalj för internationella insatser
- Livgardets förtjänstmedalj
- Livgardets dragoners förtjänstmedalj
- Norra skånska regementets minnesmedalj
- Kamratförbundet för Svenska Koreaambulansens minnes- och förtjänstkors
- Finska frihetskrigarnas Blå Kors
- Officer av Amerikanska Legion of Merit
- United States Army Command and General Staff Officer Course Badge
- Italienska Försvarschefens internationella hedersmedalj
- Förenta Nationernas medalj i brons (UNPROFOR)
- The NATO medal, IFOR
- Kommendör av Amerikanska Legion of Merit
- Kommendör av Franska Hederslegionen
- Tyska orden das Ehrenkreutz der Bundeswehr i guld
- Kommendör av Norska förtjänstorden med stjärna